# AS Corbeil-Essonnes
AS Corbeil-Essonnes is een Franse voetbalclub, opgericht in 1951 en uitkomend in de Excellence Départementale. De club speelt zijn wedstrijden in het Stade de Robinson in Corbeil-Essonnes.

## Erelijst
Division d'Honneur (Parijs): (3 keer)

1960, 1975, 1997.

## De opkomst en ondergang
De club is opgericht in 1951 nadat de clubs FC Corbeil en Sporting Club Essonne zijn gefuseerd. In 1960 speelt AS Corbeil-Essonne één seizoen in de CFA (vierde divisie). Onder het beleid van voorzitter Dupré veranderd de club van naam en gaat in 1963 verder als AS Corbeil-Essonnes. Na jarenlang in de regionaal te hebben gespeeld, promoveert AS Corbeil-Essonnes, en stroomt door naar de Division 3. In het seizoen 1979/1980 eindigt AS Corbeil-Essonnes op de eerste plaats en promoveert daardoor naar de Division 2. Eenmaal in de Division 2, eindigt Corbeil onderaan en degradeert. In 1981 fuseert AS Corbeil-Essonnes met een andere club uit Essonne, ES Viry-Châtillon, maar gaat wel verder onder dezelfde naam. Ook kwam de oud sterspeler van AS Saint-Étienne, Oswaldo Piazza, naar AS Corbeil-Essonnes. Toch degradeerde AS Corbeil-Essonnes in de Division 3. Ondanks vele pogingen kwam de club nooit meer op niveau en degradeerde sindsdien elk seizoen een divisie lager. AS Corbeil-Essonnes wordt gezien als een oude Division 2 club, die in de Franse voetbal hiërarchie het meest is gedaald. Vandaag de dag speelt de club in de departementale competitie.

## Bekende spelers
- Oswaldo Piazza
- Djamel Zidane